# Saperda facetula
Saperda facetula là một loài bọ cánh cứng trong họ Cerambycidae.